# Obliteracja

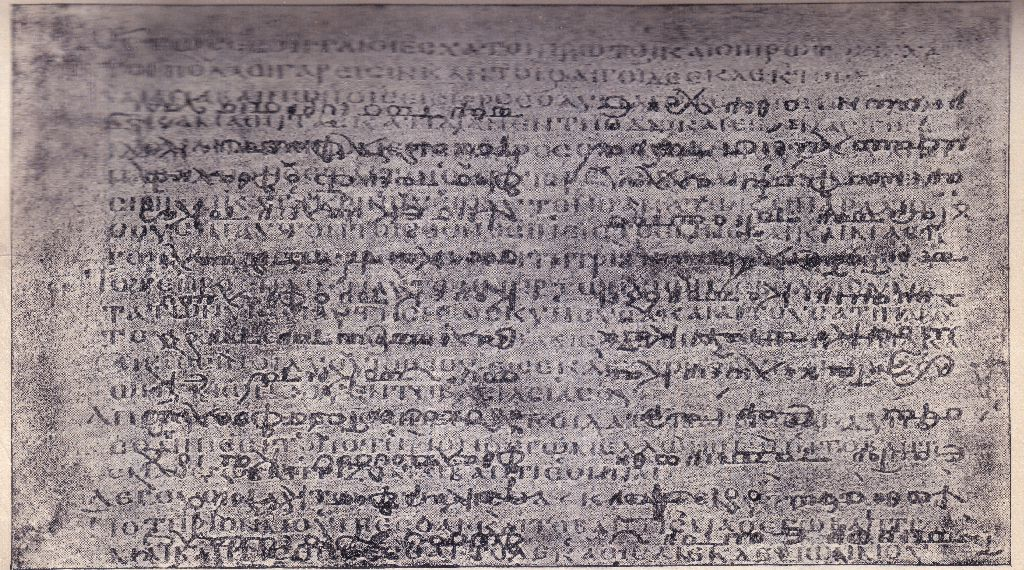
Przykład obliteracji oraz palimpsestu - Codex Ephraemi Rescriptus, Bibliothèque nationale de France

Obliteracja – termin pochodzący z jęz. łacińskiego (od „oblitteratio”: zatarcie, zapomnienie) określający zatarcie (np. fragmentu manuskryptu), usunięcie, zamazanie, wymazanie, zatarcie, wydrapanie (niektórych liter lub całego napisu), czyniąc go lub jego fragment nieczytelnym.